# Liga dos Campeões da UEFA de 2014–15
A Liga dos Campeões da UEFA de 2014–15 foi a 60ª edição da Liga dos Campeões da UEFA, a maior competição de clubes europeus organizada pela UEFA. A final foi disputada no dia 6 de junho de 2015 no Estádio Olímpico em Berlim, na Alemanha..
O Barcelona, conquistou seu quinto título após derrotar a Juventus por 3-1, com o título, o clube espanhol ganhou o direito de representar a UEFA na Copa do Mundo de Clubes da FIFA de 2015, além de jogar a Supercopa da UEFA

## Distribuição de vagas e qualificação
Um total de 77 clubes das 53 de 54 associações da UEFA disputaram a edição 2014–15 da Liga dos Campeões (a exceção é o Liechtenstein, que não organiza um campeonato local). O ranking das associações é baseado no Coeficiente do país, que é usado para determinar o número de participantes de cada associação.
- Associações 1–3 classificam quatro equipes de cada.
- Associações 4–6 classificam três equipes de cada.
- Associações 7–15 classificam duas equipes de cada.
- Associações 16–54 (exceto Liechtenstein) classificam uma equipe cada.
- O campeão da Liga dos Campeões da UEFA de 2013–14 recebe uma vaga adicional como atual campeão, se ele não se classificar através do campeonato nacional (devido a restrição de que a associação não pode ter mais do que quatro equipas disputando a competição. Se o atual campeão for da associação 1–3 e acabar o campeonato nacional fora dos quatro primeiros, ele herda a vaga de quarto-lugar).

### Ranking das associações
Para a edição 2014–15, as associações são alocadas seguindo o Coeficiente do país, no qual é determinado pela performance nas competições europeias nos anos de 2008–09 até 2012–13.
| Pos. | Associação      | Coef.  | Times |
| ---- | --------------- | ------ | ----- |
| 1    | Espanha         | 88.025 | 4     |
| 2    | Inglaterra      | 82.963 | 4     |
| 3    | Alemanha        | 78.558 | 4     |
| 4    | Itália          | 64.147 | 3     |
| 5    | Portugal        | 59.168 | 3     |
| 6    | França          | 59.000 | 3     |
| 7    | Ucrânia         | 49.758 | 2     |
| 8    | Rússia          | 46.332 | 2     |
| 9    | Países Baixos   | 44.729 | 2     |
| 10   | Turquia         | 34.500 | 2     |
| 11   | Bélgica         | 34.400 | 2     |
| 12   | Grécia          | 34.000 | 2     |
| 13   | Suíça           | 28.925 | 2     |
| 14   | Chipre          | 26.833 | 2     |
| 15   | Dinamarca       | 25.700 | 2     |
| 16   | Áustria         | 25.375 | 1     |
| 17   | República Checa | 23.725 | 1     |
| 18   | Romênia         | 23.024 | 1     |

| Pos. | Associação           | Coef.  | Times |
| ---- | -------------------- | ------ | ----- |
| 19   | Israel               | 22.875 | 1     |
| 20   | Bielorrússia         | 20.875 | 1     |
| 21   | Polônia              | 20.750 | 1     |
| 22   | Croácia              | 19.583 | 1     |
| 23   | Suécia               | 15.625 | 1     |
| 24   | Escócia              | 15.191 | 1     |
| 25   | Sérvia               | 14.625 | 1     |
| 26   | Eslováquia           | 14.208 | 1     |
| 27   | Noruega              | 14.175 | 1     |
| 28   | Bulgária             | 12.250 | 1     |
| 29   | Hungria              | 11.750 | 1     |
| 30   | Eslovênia            | 9.708  | 1     |
| 31   | Geórgia              | 9.166  | 1     |
| 32   | Azerbaijão           | 8.541  | 1     |
| 33   | Finlândia            | 8.508  | 1     |
| 34   | Bósnia e Herzegovina | 7.833  | 1     |
| 35   | Moldávia             | 7.666  | 1     |
| 36   | Irlanda              | 7.375  | 1     |

| Pos. | Associação       | Coef. | Times |
| ---- | ---------------- | ----- | ----- |
| 37   | Lituânia         | 6.500 | 1     |
| 38   | Cazaquistão      | 5.958 | 1     |
| 39   | Letônia          | 5.791 | 1     |
| 40   | Islândia         | 5.416 | 1     |
| 41   | Montenegro       | 5.250 | 1     |
| 42   | Macedônia        | 5.250 | 1     |
| 43   | Albânia          | 4.166 | 1     |
| 44   | Malta            | 3.958 | 1     |
| 45   | Liechtenstein    | 3.500 | 0     |
| 46   | Luxemburgo       | 3.375 | 1     |
| 47   | Irlanda do Norte | 3.083 | 1     |
| 48   | País de Gales    | 2.583 | 1     |
| 49   | Estônia          | 2.208 | 1     |
| 50   | Armênia          | 1.750 | 1     |
| 51   | Ilhas Faroé      | 1.583 | 1     |
| 52   | San Marino       | 0.666 | 1     |
| 53   | Andorra          | 0.500 | 1     |
| 54   | Gibraltar        | 0.000 | 1     |

## Equipes classificadas
Posições em seus campeonatos nacionais mostradas entre parênteses.
| Fase de grupos            | Fase de grupos         | Fase de grupos              | Fase de grupos        |
| ------------------------- | ---------------------- | --------------------------- | --------------------- |
| Atlético de Madrid (1º)   | Bayern de Munique (1º) | Sporting (2º)               | Galatasaray (2º)[A]   |
| Barcelona (2º)            | Borussia Dortmund (2º) | Paris Saint-Germain (1º)    | Anderlecht (1º)       |
| Real Madrid (3º)          | Schalke 04 (3º)        | Monaco (2º)                 | Olympiacos (1º)       |
| Manchester City (1º)      | Juventus (1º)          | Shakhtar Donetsk (1º)       | Basel (1º)            |
| Liverpool (2º)            | Roma (2º)              | CSKA Moscou (1º)            |                       |
| Chelsea (3º)              | Benfica (1º)           | Ajax (1º)                   |                       |
| Play-offs de qualificação |                        |                             |                       |
| Campeões                  | Não-campeões           | Não-campeões                | Não-campeões          |
|                           | Athletic Bilbao (4º)   | Bayer Leverkusen (4º)       | Porto (3º)            |
| Arsenal (4º)              | Napoli (3º)            |                             |                       |
| Terceira pré-eliminatória |                        |                             |                       |
| Campeões                  | Não-campeões           | Não-campeões                | Não-campeões          |
| APOEL (1º)                | Lille (3º)             | Besiktas (3º)[A]            | AEL Limassol (2º)     |
| Aalborg (1º)              | Dnipro (2º)            | Standard de Liège (2º)      | Copenhague (2º)       |
| Salzburg (1º)             | Zenit (2º)             | Panathinaikos (2º)          |                       |
|                           | Feyenoord (2º)         | Grasshopper (2º)            |                       |
| Segunda pré-eliminatória  |                        |                             |                       |
| Sparta Praga (1º)         | Partizan (2º)[B]       | HJK (1º)                    | Sutjeska Niksić (1º)  |
| Steaua București (1º)     | Slovan Bratislava (1º) | Zrinjski Mostar (1º)        | Rabotnicki (1º)       |
| Maccabi Tel Aviv (1º)     | Stromsgodset (1º)      | Sheriff Tiraspol (1º)       | Skenderbeu Korçe (1º) |
| BATE Borisov (1º)         | Ludogorets (1º)        | St. Patrick’s Athletic (1º) | Valletta (1º)         |
| Legia Varsóvia (1º)       | Debreceni (1º)         | Zalgiris Vilnius (1º)       | Dudelange (1º)        |
| Dínamo Zagreb (1º)        | Maribor (1º)           | Aktobe (1º)                 | Cliftonville (1º)     |
| Malmo (1º)                | Dinamo Tbilisi (1º)    | Ventspils (1º)              | The New Saints (1º)   |
| Celtic (1º)               | Qarabag (1º)           | KR (1º)                     |                       |
| Primeira pré-eliminatória |                        |                             |                       |
| Levadia Tallinn (1º)      | HB (1º)                | Santa Coloma (1º)           |                       |
| Banants (1º)              | La Fiorita (1º)        | Lincoln Red Imps (1º)       |                       |

Notas
- A. ^  O Fenerbahçe foi o campeão da Süper Lig de 2013–14, porém a equipe foi banida das competições europeias após o clube se ver envolvido em um escândalo de manipulação de resultados em 2011.[5] Como resultado, o vice-campeão da competição entrará na fase de grupos ao invés da terceira pré-eliminatória. A vaga turca na terceira pré-eliminatória será concedida ao terceiro lugar do campeonato.

- B. ^  O Estrela Vermelha de Belgrado, campeão do Campeonato Sérvio de Futebol de 2013–14 se classificou para a segunda pré-eliminatória, porém recebeu uma punição da UEFA por não cumprir os Regulamentos de Fair Play Financeiro e Licenciamento de Clubes da UEFA.[6] Como resultado, o Partizan,  vice-campeão do campeonato, assumiu a vaga.

## Calendário
Todos os sorteios são realizados na sede da UEFA em Nyon na Suíça, exceto o sorteio para a fase de grupos que é realizado em Mônaco.
| Fase           | Rodada                    | Data do sorteio               | Partida de ida                                            | Partida de volta                                          |
| -------------- | ------------------------- | ----------------------------- | --------------------------------------------------------- | --------------------------------------------------------- |
| Qualificação   | Primeira pré-eliminatória | 23 de junho de 2014           | 1–2 de julho 2014                                         | 8–9 de julho 2014                                         |
| Qualificação   | Segunda pré-eliminatória  | 23 de junho de 2014           | 15–16 de julho de 2014                                    | 22–23 de julho de 2014                                    |
| Qualificação   | Terceira pré-eliminatória | 18 de julho de 2014           | 29–30 de julho de 2014                                    | 5–6 de agosto de 2014                                     |
| Play-off       | Fase de play-off          | 8 de agosto de 2014           | 19–20 de agosto de 2014                                   | 26–27 de agosto de 2014                                   |
| Fase de grupos | Primeira rodada           | 28 de agosto de 2014 (Mônaco) | 16–17 de setembro de 2014                                 | 16–17 de setembro de 2014                                 |
| Fase de grupos | Segunda rodada            | 28 de agosto de 2014 (Mônaco) | 30 de setembro–1 de outubro de 2014                       | 30 de setembro–1 de outubro de 2014                       |
| Fase de grupos | Terceira rodada           | 28 de agosto de 2014 (Mônaco) | 21–22 de outubro de 2014                                  | 21–22 de outubro de 2014                                  |
| Fase de grupos | Quarta rodada             | 28 de agosto de 2014 (Mônaco) | 4–5 de novembro de 2014                                   | 4–5 de novembro de 2014                                   |
| Fase de grupos | Quinta rodada             | 28 de agosto de 2014 (Mônaco) | 25–26 de novembro de 2014                                 | 25–26 de novembro de 2014                                 |
| Fase de grupos | Sexta rodada              | 28 de agosto de 2014 (Mônaco) | 9–10 de dezembro de 2014                                  | 9–10 de dezembro de 2014                                  |
| Fase final     | Oitavas-de-final          | 15 de dezembro de 2014        | 17–18 & 24–25 de fevereiro de 2015                        | 10–11 & 17–18 de março de 2015                            |
| Fase final     | Quartas-de-final          | 20 de março de 2015           | 14–15 de abril de 2015                                    | 21–22 de abril de 2015                                    |
| Fase final     | Semifinais                | 24 de abril de 2015           | 5–6 de maio de 2015                                       | 12–13 de maio de 2015                                     |
| Fase final     | Final                     | 24 de abril de 2015           | 6 de junho de 2015 no Estádio Olímpico de Berlim, Berlim. | 6 de junho de 2015 no Estádio Olímpico de Berlim, Berlim. |

## Rodadas de qualificação
O sorteio para a primeira e segunda pré-eliminatória foi realizado em 23 de junho de 2014.

### Primeira pré-eliminatória
| Equipe 1         | Total    | Equipe 2        | 1.º jogo | 2.º jogo |
| ---------------- | -------- | --------------- | -------- | -------- |
| Santa Coloma     | 3–3 (gf) | Banants         | 1–0      | 2–3      |
| Lincoln Red Imps | 3–6      | HB              | 1–1      | 2–5      |
| La Fiorita       | 0–8      | Levadia Tallinn | 0–1      | 0–7      |

### Segunda pré-eliminatória
| Equipe 1          | Total    | Equipe 2               | 1.º jogo | 2.º jogo |
| ----------------- | -------- | ---------------------- | -------- | -------- |
| BATE Borisov      | 1–1 (gf) | Skenderbeu Korçe       | 0–0      | 1–1      |
| Santa Coloma      | 0–3[C]   | Maccabi Tel Aviv       | 0–1      | 0–2      |
| Dinamo Tbilisi    | 0–4      | Aktobe                 | 0–1      | 0–3      |
| Zrinjski Mostar   | 0–2      | Maribor                | 0–0      | 0–2      |
| Sheriff Tiraspol  | 5–0      | Sutjeska Niksić        | 2–0      | 3–0      |
| Sparta Praga      | 8–1      | Levadia Tallinn        | 7–0      | 1–1      |
| Malmo             | 1–0      | Ventspils              | 0–0      | 1–0      |
| Slovan Bratislava | 3–0      | The New Saints         | 1–0      | 2–0      |
| KR                | 0–5[D]   | Celtic                 | 0–1      | 0–4      |
| Cliftonville      | 0–2      | Debreceni              | 0–0      | 0–2      |
| Partizan          | 6–1      | HB                     | 3–0      | 3–1      |
| Legia Varsóvia    | 6–1      | St. Patrick’s Athletic | 1–1      | 5–0      |
| Rabotnicki        | 1–2      | HJK                    | 0–0      | 1–2      |
| Dínamo Zagreb     | 4–0      | Zalgiris Vilnius       | 2–0      | 2–0      |
| Ludogorets        | 5–1      | Dudelange              | 4–0      | 1–1      |
| Valletta          | 0–5      | Qarabag                | 0–1      | 0–4      |
| Stromsgodset      | 0–3      | Steaua Bucuresti       | 0–1      | 0–2      |

Notas
- C. ^  Ordem das partidas revertida devido à Operação Margem Protetora.[9]

- D. ^  Ordem das partidas revertida após o sorteio.

### Terceira pré-eliminatória
Esta fase é dividida entre duas seções: uma para os campeões e outra para os não-campeões. O sorteio foi realizado em 18 de junho de 2014.
| Equipe 1                 | Total                | Equipe 2             | 1.º jogo             | 2.º jogo             |                      |
| Caminho dos Campeões     | Caminho dos Campeões | Caminho dos Campeões | Caminho dos Campeões | Caminho dos Campeões | Caminho dos Campeões |
| ------------------------ | -------------------- | -------------------- | -------------------- | -------------------- | -------------------- |
| Qarabag                  | 2–3                  | Salzburg             | 2–1                  | 0–2                  |                      |
| Debreceni                | 2–3                  | BATE Borisov         | 1–0                  | 1–3                  |                      |
| Slovan Bratislava        | 2–1                  | Sheriff Tiraspol     | 2–1                  | 0–0                  |                      |
| Aalborg                  | 2–1                  | Dínamo Zagreb        | 0–1                  | 2–0                  |                      |
| Legia Varsóvia           | 4–4 (gf)             | Celtic               | 4–1                  | 0–3[E]               |                      |
| Aktobe                   | 3–4                  | Steaua Bucuresti     | 2–2                  | 1–2                  |                      |
| Maribor                  | 3–2                  | Maccabi Tel Aviv     | 1–0                  | 2–2                  |                      |
| HJK                      | 2–4                  | APOEL                | 2–2                  | 0–2                  |                      |
| Sparta Praga             | 4–4 (gf)             | Malmo                | 4–2                  | 0–2                  |                      |
| Ludogorets               | 2–2 (gf)             | Partizan             | 0–0                  | 2–2                  |                      |
| Caminho dos Não-Campeões |                      |                      |                      |                      |                      |
| AEL Limassol             | 1–3                  | Zenit                | 1–0                  | 0–3                  |                      |
| Dnipro                   | 0–2                  | Copenhague           | 0–0                  | 0–2                  |                      |
| Feyenoord                | 2–5                  | Besiktas             | 1–2                  | 1–3                  |                      |
| Grasshoppers             | 1–3                  | Lille                | 0–2                  | 1–1                  |                      |
| Standard de Liège        | 2–1                  | Panathinaikos        | 0–0                  | 2–1                  |                      |

Notas
- E. ^  Foi atribuída a vitória por 3 a 0 ao Celtic devido ao uso de jogador irregular pelo Legia Warszawa. Originalmente a partida terminou 2–0 para o Legia Warszawa.[11]

### Rodada deplay-off
A rodada de play-off é dividida em duas seções: uma dos campeões e outra dos não-campeões. Os vencedores desta fase entram na fase de grupos.
Sorteio realizado em 8 de agosto de 2014.
| Equipe 1                 | Total                | Equipe 2             | 1.º jogo             | 2.º jogo             |                      |
| Caminho dos Campeões     | Caminho dos Campeões | Caminho dos Campeões | Caminho dos Campeões | Caminho dos Campeões | Caminho dos Campeões |
| ------------------------ | -------------------- | -------------------- | -------------------- | -------------------- | -------------------- |
| Maribor                  | 2–1                  | Celtic               | 1–1                  | 1–0                  |                      |
| Salzburg                 | 2–4                  | Malmo                | 2–1                  | 0–3                  |                      |
| Aalborg                  | 1–5                  | APOEL                | 1–1                  | 0–4                  |                      |
| Steaua Bucuresti         | 1–1 (5–6 p)          | Ludogorets           | 1–0                  | 0–1                  |                      |
| Slovan Bratislava        | 1–4                  | BATE Borisov         | 1–1                  | 0–3                  |                      |
| Caminho dos não-campeões |                      |                      |                      |                      |                      |
| Besiktas                 | 0–1                  | Arsenal              | 0–0                  | 0–1                  |                      |
| Standard de Liège        | 0–4                  | Zenit                | 0–1                  | 0–3                  |                      |
| Copenhague               | 2–7                  | Bayer Leverkusen     | 2–3                  | 0–4                  |                      |
| Lille                    | 0–3                  | Porto                | 0–1                  | 0–2                  |                      |
| Napoli                   | 2–4                  | Athletic Bilbao      | 1–1                  | 1–3                  |                      |

## Fase de grupos
A fase de grupos conta com 32 times distribuídos em 8 grupos de 4 times cada. Os times se enfrentam em partidas de ida e volta dentro dos seus grupos e os dois primeiros se classificam para a fase oitavas de final. O terceiro colocado classifica-se para a fase de dezesseis avos da Liga Europa da UEFA de 2014–15. As 32 equipes foram divididas em quatro potes com base no Ranking da UEFA, com o detentor do título sendo colocado no pote 1 automaticamente.

### Sorteio
Foi realizado no dia 28 de agosto no principado de Mónaco. As regras do sorteio não permitem duelos entre times do mesmo país na primeira fase, nem possibilitam confrontos entre gigantes. Real Madrid, Bayern de Munique, Barcelona, Chelsea, Atlético de Madrid e Arsenal não podem se encontrar nesta fase do torneio, porque serão os cabeças de chave, com Benfica e Porto. A divisão é feita de acordo com a pontuação do ranking dos países na UEFA.
| Pote 1                                                                                                   | Pote 2 | Pote 3 | Pote 4                                                                             |
| --- | --- | --- | ---------------------------------------------------------------------------------- |
| - Real Madrid - Barcelona - Bayern de Munique - Chelsea - Benfica - Atlético de Madrid - Arsenal - Porto | - Schalke 04 - Borussia Dortmund - Juventus - Paris Saint-Germain - Shakhtar Donetsk - Basel - Zenit - Manchester City | - Bayer Leverkusen - Olympiacos - CSKA Moscou - Ajax - Liverpool - Sporting - Galatasaray - Athletic Bilbao | - Anderlecht - Roma - Ludogorets - APOEL - BATE Borisov - Maribor - Monaco - Malmo |

### Grupos
Os vencedores e os segundos classificados do grupo avançam para as oitavas de final, enquanto os terceiros colocados entrarão na Liga Europa da UEFA de 2014–15.
| Legenda                                                                          |
| Classificado às oitavas-de-final                                                 |
| Classificado à fase de dezesseis-avos de final da Liga Europa da UEFA de 2014–15 |
| Eliminado                                                                        |

### Grupo A
| Pos | Equipe             | Pts | J | V | E | D | GP | GC | SG  |                                  |  | ATL | JUV | OLY | MAL |
| --- | ------------------ | --- | - | - | - | - | -- | -- | --- | -------------------------------- |  | --- | --- | --- | --- |
| 1   | Atlético de Madrid | 13  | 6 | 4 | 1 | 1 | 14 | 3  | +11 | Classificado às oitavas de final |  | —   | 1–0 | 4–0 | 5–0 |
| 2   | Juventus           | 10  | 6 | 3 | 1 | 2 | 7  | 4  | +3  | Classificado às oitavas de final |  | 0–0 | —   | 3–2 | 2–0 |
| 3   | Olympiacos         | 9   | 6 | 3 | 0 | 3 | 10 | 13 | −3  | Transferido para Liga Europa     |  | 3–2 | 1–0 | —   | 4–2 |
| 4   | Malmö              | 3   | 6 | 1 | 0 | 5 | 4  | 15 | −11 | Eliminado                        |  | 0–2 | 0–2 | 2–0 | —   |

### Grupo B
| Pos | Equipe      | Pts | J | V | E | D | GP | GC | SG  |                                  |  | RM  | BSL | LIV | LUD |
| --- | ----------- | --- | - | - | - | - | -- | -- | --- | -------------------------------- |  | --- | --- | --- | --- |
| 1   | Real Madrid | 18  | 6 | 6 | 0 | 0 | 16 | 2  | +14 | Classificado às oitavas de final |  | —   | 5–1 | 1–0 | 4–0 |
| 2   | Basel       | 7   | 6 | 2 | 1 | 3 | 7  | 8  | −1  | Classificado às oitavas de final |  | 0–1 | —   | 1–0 | 4–0 |
| 3   | Liverpool   | 5   | 6 | 1 | 2 | 3 | 5  | 9  | −4  | Transferido para Liga Europa     |  | 0–3 | 1–1 | —   | 2–1 |
| 4   | Ludogorets  | 4   | 6 | 1 | 1 | 4 | 5  | 14 | −9  | Eliminado                        |  | 1–2 | 1–0 | 2–2 | —   |

### Grupo C
| Pos | Equipe           | Pts | J | V | E | D | GP | GC | SG |                                  |  | MON | LEV | ZEN | BEN |
| --- | ---------------- | --- | - | - | - | - | -- | -- | -- | -------------------------------- |  | --- | --- | --- | --- |
| 1   | Monaco           | 11  | 6 | 3 | 2 | 1 | 4  | 1  | +3 | Classificado às oitavas de final |  | —   | 1–0 | 2–0 | 0–0 |
| 2   | Bayer Leverkusen | 10  | 6 | 3 | 1 | 2 | 7  | 4  | +3 | Classificado às oitavas de final |  | 0–1 | —   | 2–0 | 3–1 |
| 3   | Zenit            | 7   | 6 | 2 | 1 | 3 | 4  | 6  | −2 | Transferido para Liga Europa     |  | 0–0 | 1–2 | —   | 1–0 |
| 4   | Benfica          | 5   | 6 | 1 | 2 | 3 | 2  | 6  | −4 | Eliminado                        |  | 1–0 | 0–0 | 0–2 | —   |

### Grupo D
| Pos | Equipe            | Pts | J | V | E | D | GP | GC | SG  |                                  |  | DOR | ARS | AND | GAL |
| --- | ----------------- | --- | - | - | - | - | -- | -- | --- | -------------------------------- |  | --- | --- | --- | --- |
| 1   | Borussia Dortmund | 13  | 6 | 4 | 1 | 1 | 14 | 4  | +10 | Classificado às oitavas de final |  | —   | 2–0 | 1–1 | 4–1 |
| 2   | Arsenal           | 13  | 6 | 4 | 1 | 1 | 15 | 8  | +7  | Classificado às oitavas de final |  | 2–0 | —   | 3–3 | 4–1 |
| 3   | Anderlecht        | 6   | 6 | 1 | 3 | 2 | 8  | 10 | −2  | Transferido para Liga Europa     |  | 0–3 | 1–2 | —   | 2–0 |
| 4   | Galatasaray       | 1   | 6 | 0 | 1 | 5 | 4  | 19 | −15 | Eliminado                        |  | 0–4 | 1–4 | 1–1 | —   |

### Grupo E
| Pos | Equipe            | Pts | J | V | E | D | GP | GC | SG  |                                  |  | BAY | MC  | ROM | CSKA |
| --- | ----------------- | --- | - | - | - | - | -- | -- | --- | -------------------------------- |  | --- | --- | --- | ---- |
| 1   | Bayern de Munique | 15  | 6 | 5 | 0 | 1 | 16 | 4  | +12 | Classificado às oitavas de final |  | —   | 1–0 | 2–0 | 3–0  |
| 2   | Manchester City   | 8   | 6 | 2 | 2 | 2 | 9  | 8  | +1  | Classificado às oitavas de final |  | 3–2 | —   | 1–1 | 1–2  |
| 3   | Roma              | 5   | 6 | 1 | 2 | 3 | 8  | 14 | −6  | Transferido para Liga Europa     |  | 1–7 | 0–2 | —   | 5–1  |
| 4   | CSKA Moscou       | 5   | 6 | 1 | 2 | 3 | 6  | 13 | −7  | Eliminado                        |  | 0–1 | 2–2 | 1–1 | —    |

### Grupo F
| Pos | Equipe              | Pts | J | V | E | D | GP | GC | SG  |                                  |  | BAR | PSG | AJX | APO |
| --- | ------------------- | --- | - | - | - | - | -- | -- | --- | -------------------------------- |  | --- | --- | --- | --- |
| 1   | Barcelona           | 15  | 6 | 5 | 0 | 1 | 15 | 5  | +10 | Classificado às oitavas de final |  | —   | 3–1 | 3–1 | 1–0 |
| 2   | Paris Saint-Germain | 13  | 6 | 4 | 1 | 1 | 10 | 7  | +3  | Classificado às oitavas de final |  | 3–2 | —   | 3–1 | 1–0 |
| 3   | Ajax                | 5   | 6 | 1 | 2 | 3 | 8  | 10 | −2  | Transferido para Liga Europa     |  | 0–2 | 1–1 | —   | 4–0 |
| 4   | APOEL               | 1   | 6 | 0 | 1 | 5 | 1  | 12 | −11 | Eliminado                        |  | 0–4 | 0–1 | 1–1 | —   |

### Grupo G
| Pos | Equipe     | Pts | J | V | E | D | GP | GC | SG  |                                  |  | CHL | SCH | SPO | MRB |
| --- | ---------- | --- | - | - | - | - | -- | -- | --- | -------------------------------- |  | --- | --- | --- | --- |
| 1   | Chelsea    | 14  | 6 | 4 | 2 | 0 | 17 | 3  | +14 | Classificado às oitavas de final |  | —   | 1–1 | 3–1 | 6–0 |
| 2   | Schalke 04 | 8   | 6 | 2 | 2 | 2 | 9  | 14 | −5  | Classificado às oitavas de final |  | 0–5 | —   | 4–3 | 1–1 |
| 3   | Sporting   | 7   | 6 | 2 | 1 | 3 | 12 | 12 | 0   | Transferido para Liga Europa     |  | 0–1 | 4–2 | —   | 3–1 |
| 4   | Maribor    | 3   | 6 | 0 | 3 | 3 | 4  | 13 | −9  | Eliminado                        |  | 1–1 | 0–1 | 1–1 | —   |

### Grupo H
| Pos | Equipe           | Pts | J | V | E | D | GP | GC | SG  |                                  |  | POR | SHK | ATH | BATE |
| --- | ---------------- | --- | - | - | - | - | -- | -- | --- | -------------------------------- |  | --- | --- | --- | ---- |
| 1   | Porto            | 14  | 6 | 4 | 2 | 0 | 16 | 4  | +12 | Classificado às oitavas de final |  | —   | 1–1 | 2–1 | 6–0  |
| 2   | Shakhtar Donetsk | 9   | 6 | 2 | 3 | 1 | 15 | 4  | +11 | Classificado às oitavas de final |  | 2–2 | —   | 0–1 | 5–0  |
| 3   | Athletic Bilbao  | 7   | 6 | 2 | 1 | 3 | 5  | 6  | −1  | Transferido para Liga Europa     |  | 0–2 | 0–0 | —   | 2–0  |
| 4   | BATE Borisov     | 3   | 6 | 1 | 0 | 5 | 2  | 24 | −22 | Eliminado                        |  | 0–3 | 0–7 | 2–1 | —    |

## Fase final
Nas fases finais, as equipes classificadas jogam em partidas eliminatórias de ida e volta, exceto no jogo final.

### Classificados às oitavas-de-final
| Grupo | Líderes de grupo   | Vice-líderes de grupo |
| ----- | ------------------ | --------------------- |
| A     | Atlético de Madrid | Juventus              |
| B     | Real Madrid        | Basel                 |
| C     | Monaco             | Bayer Leverkusen      |
| D     | Borussia Dortmund  | Arsenal               |
| E     | Bayern de Munique  | Manchester City       |
| F     | Barcelona          | Paris Saint-Germain   |
| G     | Chelsea            | Schalke 04            |
| H     | Porto              | Shakhtar Donetsk      |

### Esquema
|  | Oitavas de final              | Oitavas de final              | Oitavas de final              | Oitavas de final              |   |                     | Quartas de final          | Quartas de final          | Quartas de final          | Quartas de final          |  |           | Semifinais             | Semifinais             | Semifinais             | Semifinais             |          |   | Final      | Final      |
|  | 17 de fevereiro a 18 de março | 17 de fevereiro a 18 de março | 17 de fevereiro a 18 de março | 17 de fevereiro a 18 de março |   |                     | 14 de abril a 22 de abril | 14 de abril a 22 de abril | 14 de abril a 22 de abril | 14 de abril a 22 de abril |  |           | 5 de maio a 13 de maio | 5 de maio a 13 de maio | 5 de maio a 13 de maio | 5 de maio a 13 de maio |          |   | 6 de junho | 6 de junho |
|  |                               |                               |                               |                               |   |                     |                           |                           |                           |                           |  |           |                        |                        |                        |                        |          |   |            |            |
|  | Juventus                      | 2                             | 3                             | 5                             |   |                     |                           |                           |                           |                           |  |           |                        |                        |                        |                        |          |   |            |            |
|  | Borussia Dortmund             | 1                             | 0                             | 1                             |   |                     |                           |                           |                           |                           |  |           |                        |                        |                        |                        |          |   |            |            |
|  | Borussia Dortmund             | 1                             | 0                             | 1                             |   | Juventus            | 1                         | 0                         | 1                         |                           |  |           |                        |                        |                        |                        |          |   |            |            |
|  |                               |                               |                               |                               |   | Juventus            | 1                         | 0                         | 1                         |                           |  |           |                        |                        |                        |                        |          |   |            |            |
|  |                               | Monaco                        | 0                             | 0                             | 0 |                     |                           |                           |                           |                           |  |           |                        |                        |                        |                        |          |   |            |            |
|  | Arsenal                       | Monaco                        | 0                             | 0                             | 0 | 1                   | 2                         | 3                         |                           |                           |  |           |                        |                        |                        |                        |          |   |            |            |
|  | Arsenal                       |                               |                               |                               |   | 1                   | 2                         | 3                         |                           |                           |  |           |                        |                        |                        |                        |          |   |            |            |
|  | Monaco (gf)                   | 3                             | 0                             | 3                             |   |                     |                           |                           |                           |                           |  |           |                        |                        |                        |                        |          |   |            |            |
|  | Monaco (gf)                   | 3                             | 0                             | 3                             |   |                     |                           |                           |                           |                           |  | Juventus  | 2                      | 1                      | 3                      |                        |          |   |            |            |
|  |                               |                               |                               |                               |   |                     |                           |                           |                           |                           |  | Juventus  | 2                      | 1                      | 3                      |                        |          |   |            |            |
|  |                               | Real Madrid                   | 1                             | 1                             | 2 |                     |                           |                           |                           |                           |  |           |                        |                        |                        |                        |          |   |            |            |
|  | Atlético de Madrid (pen)      | Real Madrid                   | 1                             | 1                             | 2 | 0                   | 1                         | 1 (3)                     |                           |                           |  |           |                        |                        |                        |                        |          |   |            |            |
|  | Atlético de Madrid (pen)      |                               |                               |                               |   | 0                   | 1                         | 1 (3)                     |                           |                           |  |           |                        |                        |                        |                        |          |   |            |            |
|  | Bayer Leverkusen              | 1                             | 0                             | 1 (2)                         |   |                     |                           |                           |                           |                           |  |           |                        |                        |                        |                        |          |   |            |            |
|  | Bayer Leverkusen              | 1                             | 0                             | 1 (2)                         |   | Atlético de Madrid  | 0                         | 0                         | 0                         |                           |  |           |                        |                        |                        |                        |          |   |            |            |
|  |                               |                               |                               |                               |   | Atlético de Madrid  | 0                         | 0                         | 0                         |                           |  |           |                        |                        |                        |                        |          |   |            |            |
|  |                               | Real Madrid                   | 0                             | 1                             | 1 |                     |                           |                           |                           |                           |  |           |                        |                        |                        |                        |          |   |            |            |
|  | Schalke 04                    | Real Madrid                   | 0                             | 1                             | 1 | 0                   | 4                         | 4                         |                           |                           |  |           |                        |                        |                        |                        |          |   |            |            |
|  | Schalke 04                    |                               |                               |                               |   | 0                   | 4                         | 4                         |                           |                           |  |           |                        |                        |                        |                        |          |   |            |            |
|  | Real Madrid                   | 2                             | 3                             | 5                             |   |                     |                           |                           |                           |                           |  |           |                        |                        |                        |                        |          |   |            |            |
|  | Real Madrid                   | 2                             | 3                             | 5                             |   |                     |                           |                           |                           |                           |  |           |                        |                        |                        |                        | Juventus | 1 |            |            |
|  |                               |                               |                               |                               |   |                     |                           |                           |                           |                           |  |           |                        |                        |                        |                        |          | 1 |            |            |
|  |                               | Barcelona                     | 3                             |                               |   |                     |                           |                           |                           |                           |  |           |                        |                        |                        |                        |          |   |            |            |
|  | Paris Saint-Germain (gf)      | Barcelona                     | 3                             | 1                             | 2 | 3                   |                           |                           |                           |                           |  |           |                        |                        |                        |                        |          |   |            |            |
|  | Paris Saint-Germain (gf)      |                               |                               | 1                             | 2 | 3                   |                           |                           |                           |                           |  |           |                        |                        |                        |                        |          |   |            |            |
|  | Chelsea                       | 1                             | 2                             | 3                             |   |                     |                           |                           |                           |                           |  |           |                        |                        |                        |                        |          |   |            |            |
|  | Chelsea                       | 1                             | 2                             | 3                             |   | Paris Saint-Germain | 1                         | 0                         | 1                         |                           |  |           |                        |                        |                        |                        |          |   |            |            |
|  |                               |                               |                               |                               |   | Paris Saint-Germain | 1                         | 0                         | 1                         |                           |  |           |                        |                        |                        |                        |          |   |            |            |
|  |                               | Barcelona                     | 3                             | 2                             | 5 |                     |                           |                           |                           |                           |  |           |                        |                        |                        |                        |          |   |            |            |
|  | Manchester City               | Barcelona                     | 3                             | 2                             | 5 | 1                   | 0                         | 1                         |                           |                           |  |           |                        |                        |                        |                        |          |   |            |            |
|  | Manchester City               |                               |                               |                               |   | 1                   | 0                         | 1                         |                           |                           |  |           |                        |                        |                        |                        |          |   |            |            |
|  | Barcelona                     | 2                             | 1                             | 3                             |   |                     |                           |                           |                           |                           |  |           |                        |                        |                        |                        |          |   |            |            |
|  | Barcelona                     | 2                             | 1                             | 3                             |   |                     |                           |                           |                           |                           |  | Barcelona | 3                      | 2                      | 5                      |                        |          |   |            |            |
|  |                               |                               |                               |                               |   |                     |                           |                           |                           |                           |  | Barcelona | 3                      | 2                      | 5                      |                        |          |   |            |            |
|  |                               | Bayern de Munique             | 0                             | 3                             | 3 |                     |                           |                           |                           |                           |  |           |                        |                        |                        |                        |          |   |            |            |
|  | Basel                         | Bayern de Munique             | 0                             | 3                             | 3 | 1                   | 0                         | 1                         |                           |                           |  |           |                        |                        |                        |                        |          |   |            |            |
|  | Basel                         |                               |                               |                               |   | 1                   | 0                         | 1                         |                           |                           |  |           |                        |                        |                        |                        |          |   |            |            |
|  | Porto                         | 1                             | 4                             | 5                             |   |                     |                           |                           |                           |                           |  |           |                        |                        |                        |                        |          |   |            |            |
|  | Porto                         | 1                             | 4                             | 5                             |   | Porto               | 3                         | 1                         | 4                         |                           |  |           |                        |                        |                        |                        |          |   |            |            |
|  |                               |                               |                               |                               |   | Porto               | 3                         | 1                         | 4                         |                           |  |           |                        |                        |                        |                        |          |   |            |            |
|  |                               | Bayern de Munique             | 1                             | 6                             | 7 |                     |                           |                           |                           |                           |  |           |                        |                        |                        |                        |          |   |            |            |
|  | Shakhtar Donetsk              | Bayern de Munique             | 1                             | 6                             | 7 | 0                   | 0                         | 0                         |                           |                           |  |           |                        |                        |                        |                        |          |   |            |            |
|  | Shakhtar Donetsk              |                               |                               |                               |   | 0                   | 0                         | 0                         |                           |                           |  |           |                        |                        |                        |                        |          |   |            |            |
|  | Bayern de Munique             | 0                             | 7                             | 7                             |   |                     |                           |                           |                           |                           |  |           |                        |                        |                        |                        |          |   |            |            |

Nota: O esquema usado acima é usado somente para uma visualização melhor dos confrontos. Todos os confrontos desta fase são sorteados e não seguem a ordem mostrada.

### Oitavas de final
O sorteio para as oitavas de final ocorreu em 15 de dezembro de 2014. As partidas de ida foram disputadas em 17, 18, 24 e 25 de fevereiro de 2015, e as partidas de volta foram disputadas em 10, 11, 17 e 18 de março de 2015.
| Equipe 1            | Total       | Equipe 2           | 1.º jogo | 2.º jogo  |
| ------------------- | ----------- | ------------------ | -------- | --------- |
| Juventus            | 5–1         | Borussia Dortmund  | 2–1      | 3–0       |
| Arsenal             | 3–3 (gf)    | Monaco             | 1–3      | 2–0       |
| Bayer Leverkusen    | 1–1 (2–3 p) | Atlético de Madrid | 1–0      | 0–1 (pro) |
| Schalke 04          | 4–5         | Real Madrid        | 0–2      | 4–3       |
| Manchester City     | 1–3         | Barcelona          | 1–2      | 0–1       |
| Paris Saint-Germain | 3–3 (gf)    | Chelsea            | 1–1      | 2–2 (pro) |
| Basel               | 1–5         | Porto              | 1–1      | 0–4       |
| Shakhtar Donetsk    | 0–7         | Bayern de Munique  | 0–0      | 0–7       |

### Quartas de final
O sorteio para as quartas de final ocorreu em 20 de março de 2015. As partidas de ida foram disputadas em 14 e 15 de abril de 2015, e as partidas de volta em 21 e 22 de abril de 2015.
| Equipe 1            | Total | Equipe 2          | 1.º jogo | 2.º jogo |
| ------------------- | ----- | ----------------- | -------- | -------- |
| Juventus            | 1–0   | Monaco            | 1–0      | 0–0      |
| Atlético de Madrid  | 0–1   | Real Madrid       | 0–0      | 0–1      |
| Paris Saint-Germain | 1–5   | Barcelona         | 1–3      | 0–2      |
| Porto               | 4–7   | Bayern de Munique | 3–1      | 1–6      |

### Semifinais
O sorteio para as semifinais e final ocorreu em 24 de abril de 2015. As partidas de ida foram disputadas em 5 e 6 de maio de 2015, e as partidas de volta foram disputadas em 12 e 13 de maio de 2015.
| Equipe 1  | Total | Equipe 2          | 1.º jogo | 2.º jogo |
| --------- | ----- | ----------------- | -------- | -------- |
| Juventus  | 3–2   | Real Madrid       | 2–1      | 1–1      |
| Barcelona | 5–3   | Bayern de Munique | 3–0      | 2–3      |

### Final
A final foi disputada em 6 de junho de 2015 no Estádio Olímpico em Berlim na Alemanha.
| 6 de junho de 2015 | Juventus   | 1 – 3     | Barcelona                                   | Estádio Olímpico, Berlim                  |
| 20:45 (UTC+2)      | Morata 55' | Relatório | Rakitić 4' · Luis Suárez 68' · Neymar 90+5' | Público: 70 442 Árbitro: TUR Cüneyt Çakır |

## Premiação
| Liga dos Campeões da UEFA de 2014–15 |
| Espanha                              |
| ------------------------------------ |
| Barcelona (5º título)                |

## Estatísticas
| Pos. | Jogador            | Equipe              | Gols | Tempo jogando |
| ---- | ------------------ | ------------------- | ---- | ------------- |
| 1    | Neymar             | Barcelona           | 10   | 1033          |
| 1    | Cristiano Ronaldo  | Real Madrid         | 10   | 1065          |
| 1    | Lionel Messi       | Barcelona           | 10   | 1154          |
| 4    | Luiz Adriano       | Shakhtar Donetsk    | 9    | 628'          |
| 5    | Jackson Martínez   | Porto               | 7    | 629'          |
| 5    | Thomas Müller      | Bayern de Munique   | 7    | 777'          |
| 5    | Luis Suárez        | Barcelona           | 7    | 833'          |
| 5    | Carlos Tévez       | Juventus            | 7    | 1066'         |
| 9    | Sergio Agüero      | Manchester City     | 6    | 550'          |
| 9    | Karim Benzema      | Real Madrid         | 6    | 664'          |
| 9    | Edinson Cavani     | Paris Saint-Germain | 6    | 920'          |
| 9    | Robert Lewandowski | Bayern de Munique   | 6    | 932'          |
| 13   | Huntelaar          | Schalke 04          | 5    | 663'          |
| 13   | Yacine Brahimi     | Porto               | 5    | 682'          |
| 13   | Álvaro Morata      | Juventus            | 5    | 744'          |
| 13   | Mario Mandžukić    | Atlético de Madrid  | 5    | 832'          |
| 17   | Ciro Immobile      | Borussia Dortmund   | 4    | 404'          |
| 17   | Nani               | Sporting            | 4    | 449'          |
| 17   | Mario Götze        | Bayern de Munique   | 4    | 747'          |

| Pos. | Jogador            | Equipe             | Assist. | Tempo jogando |
| ---- | ------------------ | ------------------ | ------- | ------------- |
| 1    | Lionel Messi       | Barcelona          | 5       | 1154          |
| 2    | Cristiano Ronaldo  | Real Madrid        | 4       | 1065'         |
| 2    | Cesc Fàbregas      | Chelsea            | 4       | 696'          |
| 2    | Koke               | Atlético de Madrid | 4       | 833'          |
| 5    | Thomas Müller      | Bayern de Munique  | 3       | 777'          |
| 5    | Luis Suárez        | Barcelona          | 3       | 833'          |
| 5    | Robert Lewandowski | Bayern de Munique  | 3       | 932'          |
| 5    | Yacine Brahimi     | Porto              | 3       | 682'          |
| 5    | Eden Hazard        | Chelsea            | 3       | 654'          |
| 5    | Héctor Herrera     | Porto              | 3       | 789'          |
| 5    | Jérôme Boateng     | Bayern de Munique  | 3       | 990'          |
| 5    | Pajtim Kasami      | Olympiacos         | 3       | 391'          |
| 5    | Fabian Frei        | Basel              | 3       | 670'          |
| 5    | Paul Pogba         | Juventus           | 3       | 743'          |